# Lasioglossum micante
Lasioglossum micante là một loài Hymenoptera trong họ Halictidae. Loài này được Michener mô tả khoa học năm 1993.